# Клинцы (Ровненская область)
Клинцы (укр. Клинці) — село в Семидубской сельской общине Дубенского района Ровненской области Украины.
Население по переписи 2001 года составляло 211 человек. Почтовый индекс — 35652. Телефонный код — 3656. Код КОАТУУ — 5621681605.

## История
В 1946 г. Указом Президиума ВС УССР село Волица-Збитинская переименовано в Клинцы.